# Lampria
Lampria is een vliegengeslacht uit de familie van de roofvliegen (Asilidae).

## Soorten
- L. aurifex Osten-Sacken, 1887
- L. bicincta Walker, 1860
- L. bicolor (Wiedemann, 1828)
- L. cilipes Walker, 1857
- L. circumdata Bellardi, 1861
- L. clavipes (Fabricius, 1805)
- L. corallogaster (Bigot, 1878)
- L. dives (Wiedemann, 1828)
- L. fulgida Schiner, 1868
- L. homopoda (Bellardi, 1862)
- L. ichneumon (Osten-Sacken, 1887)
- L. macquarti (Perty, 1833)
- L. mexicana Macquart, 1847
- L. parvula Bigot, 1878
- L. pusilla (Macquart, 1838)
- L. rubriventris (Macquart, 1834)
- L. scapularis Bigot, 1878
- L. spinipes (Fabricius, 1805)
- L. splendens (Macquart, 1834)
- L. tolmides (Walker, 1849)